# Mandarina polita
Mandarina polita es una especie de molusco gasterópodo de la familia Camaenidae en el orden de los Stylommatophora.

## Distribución geográfica
Es endémica del Japón.